# Francesco Squarcione
Francesco Squarcione (1397 — 1468) foi um artista de Pádua, na Itália. Entre seus alunos, encontram-se Andrea Mantegna (com quem teve muitas brigas), Cosimo Tura e Crivelli. Há apenas duas obras assinadas por ele: a Virgem e o Menino e um altar na cidade de Pádua.

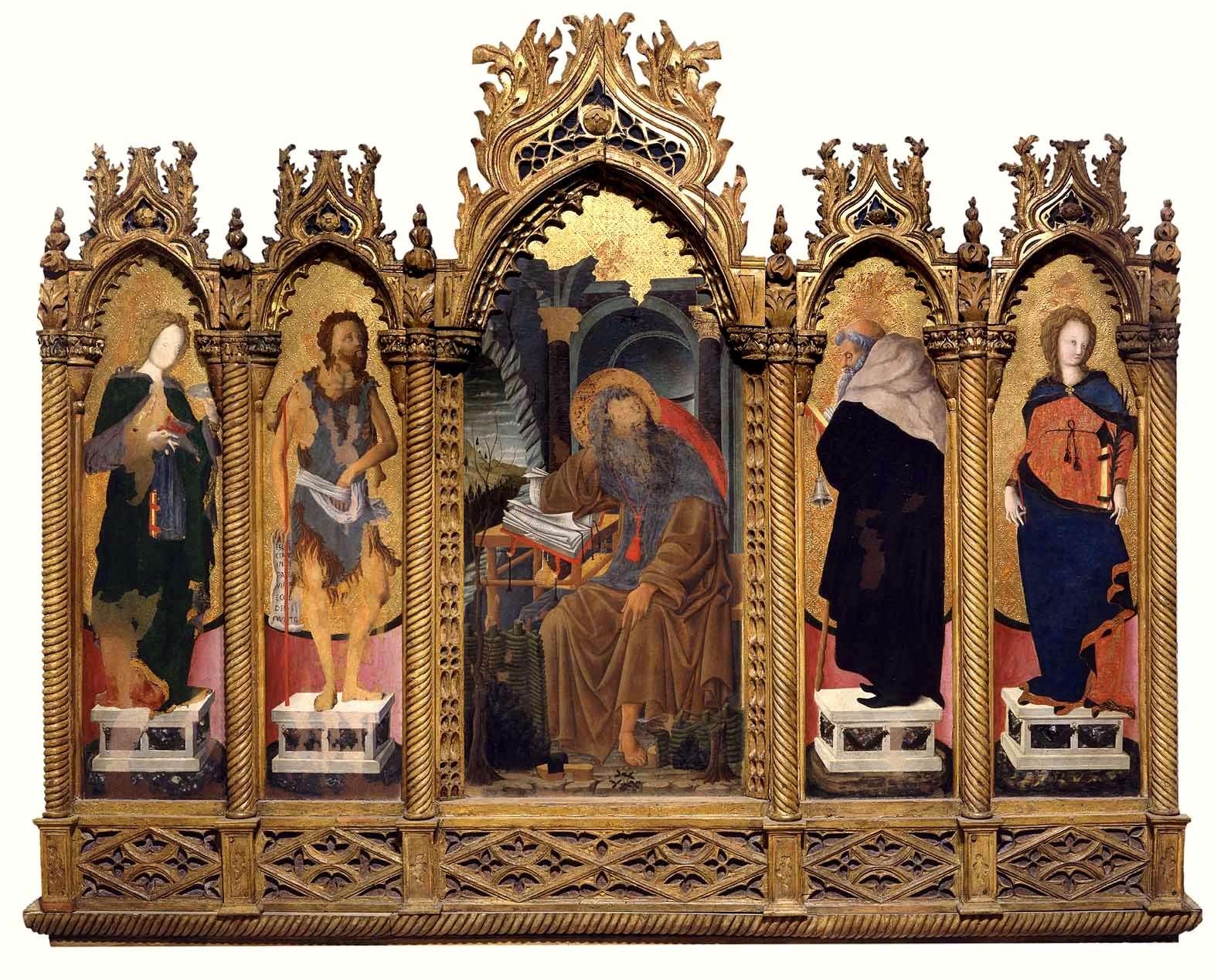
Políptico de Lazzara, Musei Civici, Pádua.

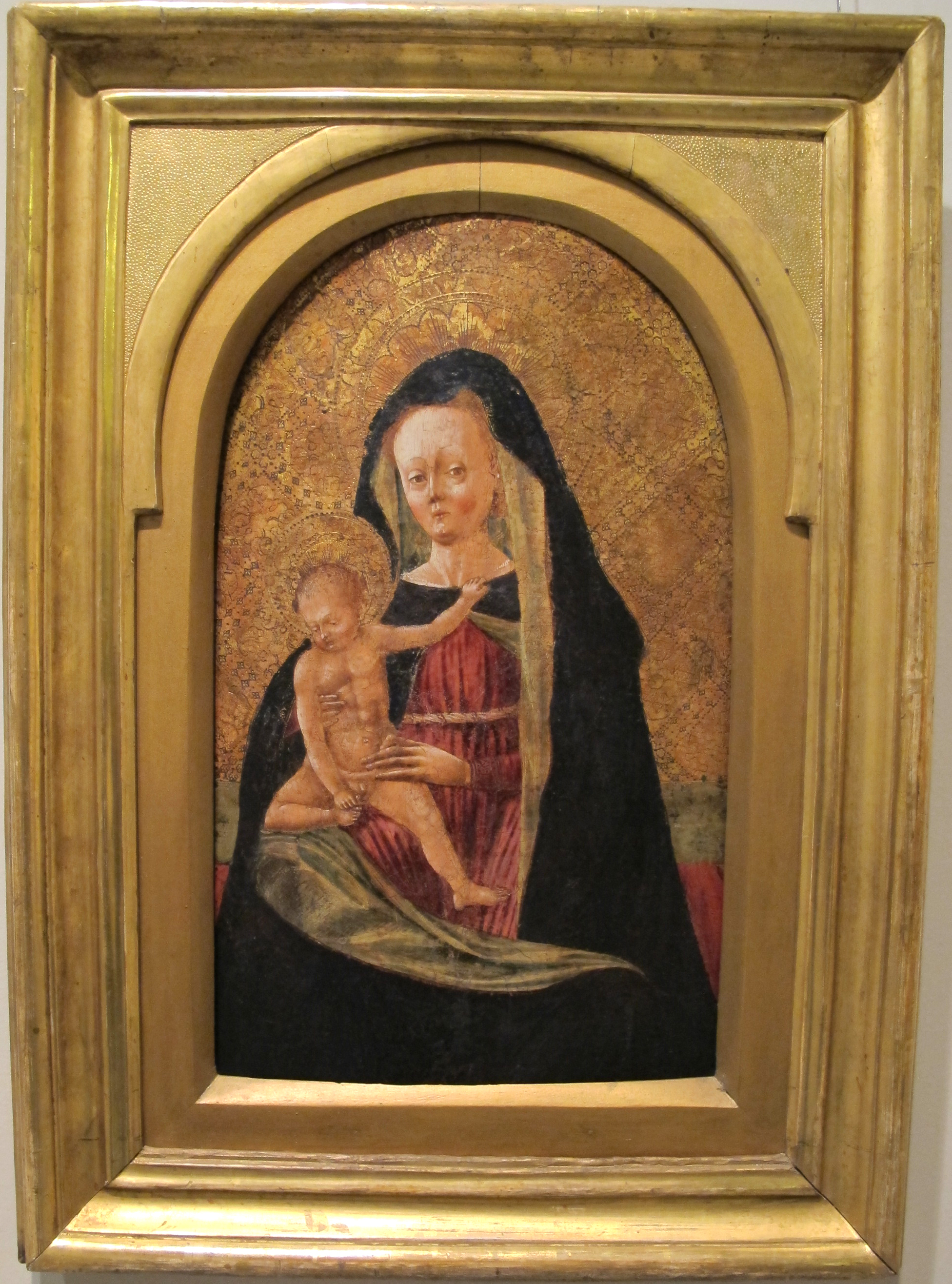
Virgem e Menino

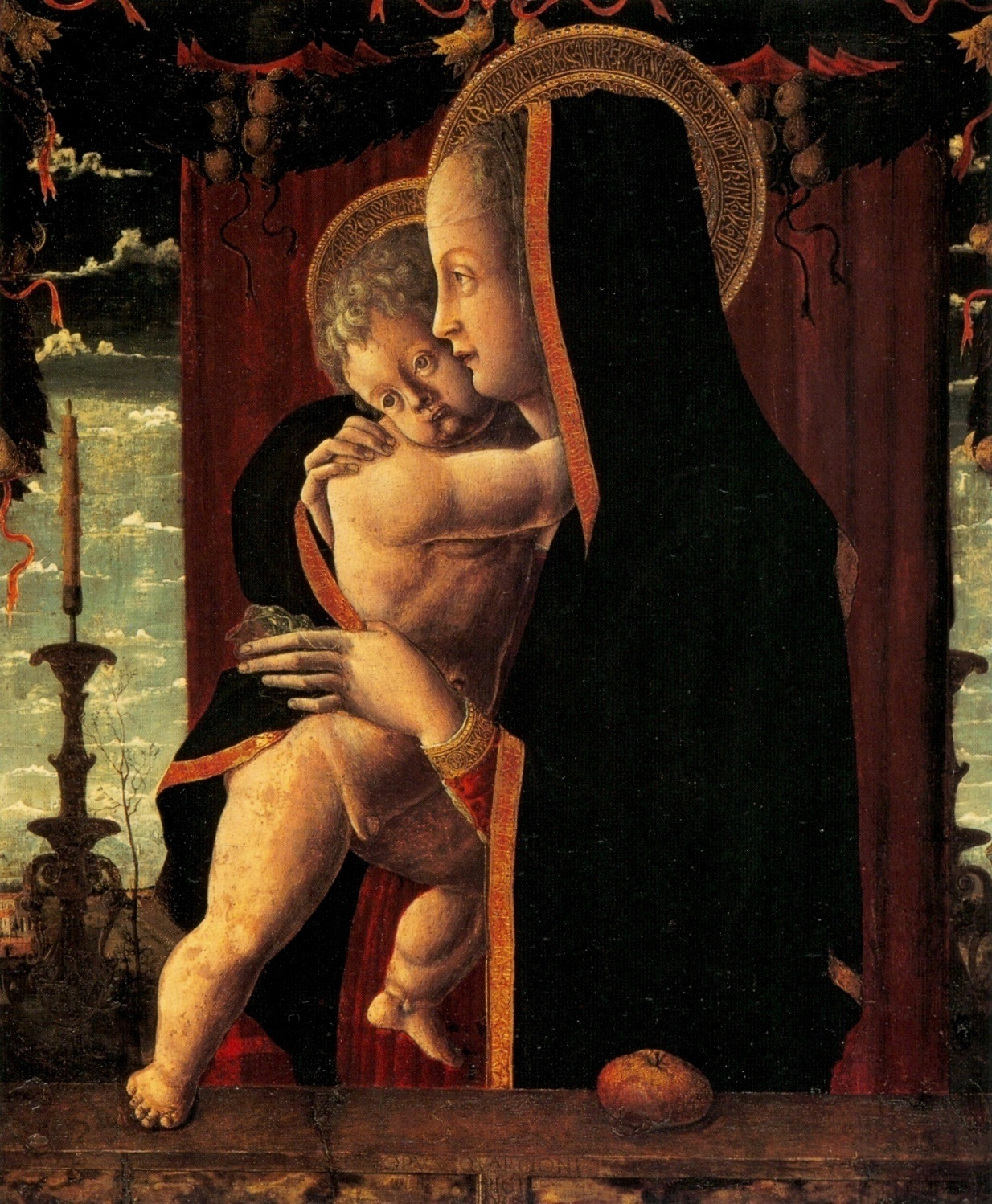
Virgem e Menino